# Liste der Mitglieder des US-Repräsentantenhauses aus North Dakota

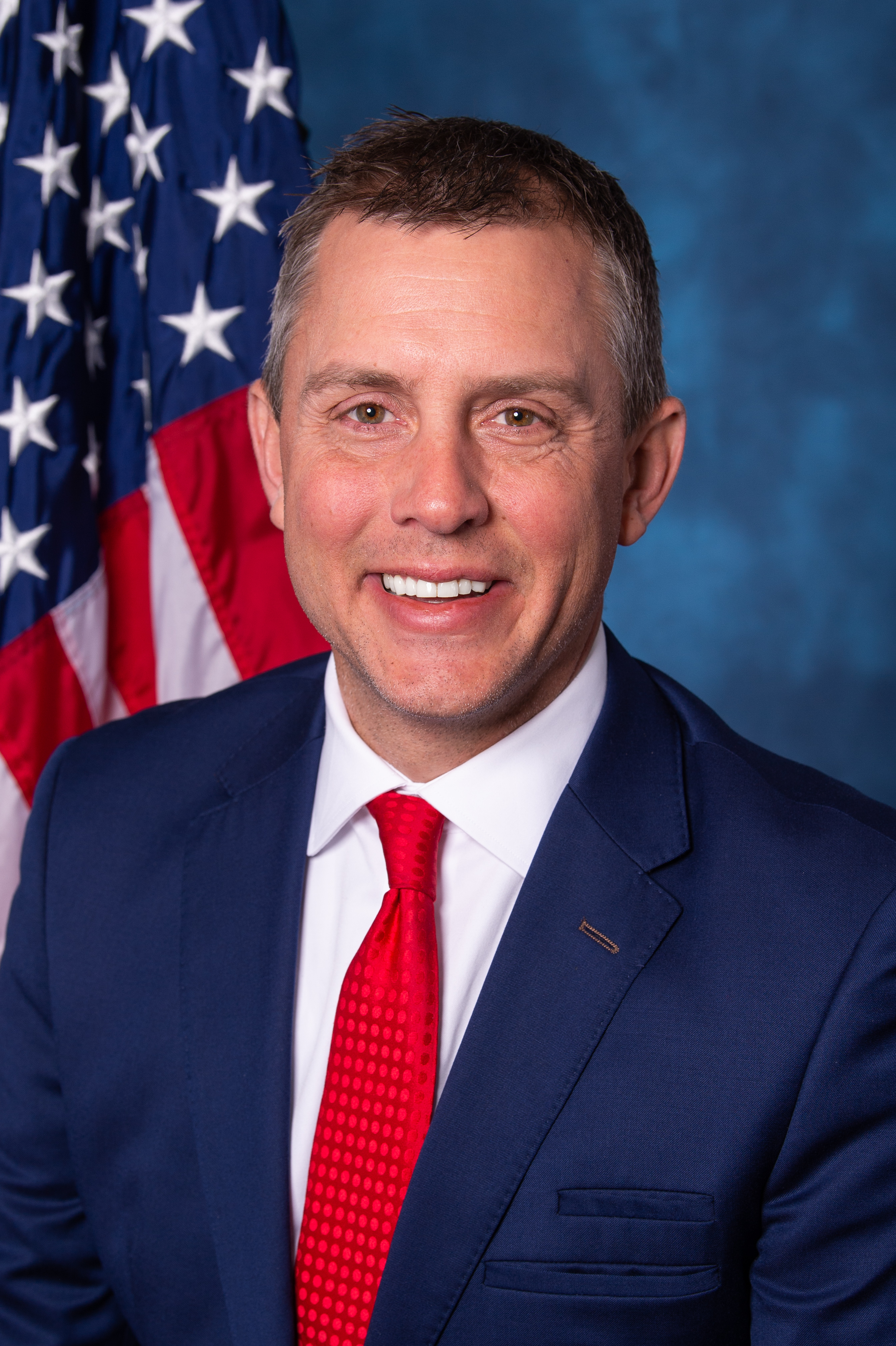
Kelly Armstrong, der derzeitige Kongressabgeordnete von North Dakota

Diese Liste führt alle Politiker auf, die seit 1861 für das Dakota-Territorium und den US-Bundesstaat North Dakota dem Repräsentantenhaus der Vereinigten Staaten angehört haben.

## Dakota-Territorium (1861–1889)
Das Dakota-Territorium auf der Fläche der heutigen Bundesstaaten North Dakota, South Dakota, Idaho, Montana und Wyoming entsandte in der Zeit von 1861 bis 1889 insgesamt 11 nicht stimmberechtigte Kongressdelegierte.
| Name                       | Amtszeit                        | Partei       | Lebensdaten                          |
| -------------------------- | ------------------------------- | ------------ | ------------------------------------ |
| John Blair Smith Todd      | 9. Dezember 1861 – 3. März 1863 | Demokrat     | 4. April 1814 – 5. Januar 1872       |
| William A. Jayne           | 4. März 1863 – 17. Juni 1864    | Republikaner | 8. Oktober 1826 – 20. März 1916      |
| John Blair Smith Todd      | 17. Juni 1864 – 3. März 1865    | Demokrat     | 4. April 1814 – 5. Januar 1872       |
| Walter Atwood Burleigh     | 4. März 1865 – 3. März 1869     | Republikaner | 25. Oktober 1820 – 7. März 1896      |
| Solomon Lewis Spink        | 4. März 1869 – 3. März 1871     | Republikaner | 20. März 1831 – 22. September 1881   |
| Moses Kimball Armstrong    | 4. März 1871 – 3. März 1875     | Demokrat     | 19. September 1832 – 11. Januar 1906 |
| Jefferson Parish Kidder    | 4. März 1875 – 3. März 1879     | Republikaner | 4. Juni 1815 – 2. Oktober 1883       |
| Granville Gaylord Bennett  | 4. März 1879 – 3. März 1881     | Republikaner | 9. Oktober 1833 – 28. Juni 1910      |
| Richard Franklin Pettigrew | 4. März 1881 – 3. März 1883     | Republikaner | 23. Juli 1848 – 5. Oktober 1926      |
| John Baldwin Raymond       | 4. März 1883 – 3. März 1885     | Republikaner | 5. Dezember 1844 – 3. Januar 1886    |
| Oscar Sherman Gifford      | 4. März 1885 – 3. März 1889     | Republikaner | 20. Oktober 1842 – 16. Januar 1913   |
| George Arthur Mathews      | 4. März 1889 – 2. November 1889 | Republikaner | 4. Juni 1852 – 19. April 1941        |

## Bundesstaat North Dakota (seit 1889)

### 1. Distrikt
Der 1. Distrikt entsandte ab 1889 folgende Kongressabgeordnete:
| Name                      | Amtszeit  | Partei             | Lebensdaten                        |
| ------------------------- | --------- | ------------------ | ---------------------------------- |
| Henry Clay Hansbrough     | 1889–1891 | Republikaner       | 30. Januar 1848–16. November 1933  |
| Martin Nelson Johnson     | 1891–1899 | Republikaner       | 3. März 1850–21. Oktober 1909      |
| Burleigh Folsom Spalding  | 1899–1901 | Republikaner       | 3. Dezember 1853–17. März 1934     |
| Thomas Frank Marshall     | 1901–1909 | Republikaner       | 7. März 1854–20. August 1921       |
| Louis Benjamin Hanna      | 1909–1913 | Republikaner       | 9. August 1861–23. April 1948      |
| Henry Thomas Helgesen     | 1913–1917 | Republikaner       | 26. Juni 1857–10. April 1917       |
| John Miller Baer          | 1917–1921 | Republikaner       | 29. März 1886–18. Februar 1970     |
| Olger Burton Burtness     | 1921–1933 | Republikaner       | 14. März 1884–20. Januar 1960      |
| William Frederick Lemke   | 1933–1941 | Nonpartisan League | 13. August 1878–30. Mai 1950       |
| Charles Raymond Robertson | 1941–1943 | Republikaner       | 5. September 1889–18. Februar 1951 |
| William Frederick Lemke   | 1943–1950 | Nonpartisan League | 13. August 1878–30. Mai 1950       |
| Fred George Aandahl       | 1950–1953 | Republikaner       | 9. April 1897–7. April 1966        |
| Otto G. Krueger           | 1953–1959 | Republikaner       | 7. September 1890–6. Juni 1963     |
| Don Levingston Short      | 1959–1963 | Republikaner       | 22. Juni 1903–10. Mai 1982         |
| Hjalmar Carl Nygaard      | 1963      | Republikaner       | 24. März 1906–18. Juli 1963        |
| Mark Andrews              | 1963–1981 | Republikaner       | 19. Mai 1926–3. Oktober 2020       |
| Byron Leslie Dorgan       | 1981–1993 | Demokrat           | * 14. Mai 1942                     |
| Earl Ralph Pomeroy        | 1993–2011 | Demokrat           | * 2. September 1952                |
| Richard Alan Berg         | 2011–2013 | Republikaner       | * 16. August 1959                  |
| Kevin Cramer              | 2013–2019 | Republikaner       | * 21. Januar 1961                  |
| Kelly Michael Armstrong   | seit 2019 | Republikaner       | * 8. Oktober 1976                  |

### 2. Distrikt
Der 2. Distrikt wurde nach dem Zensus von 1900 gegründet und existierte von 1903 bis 1973. Insgesamt vertraten ihn 14 Kongressabgeordnete.
| Name                      | Amtszeit  | Partei             | Lebensdaten                         |
| ------------------------- | --------- | ------------------ | ----------------------------------- |
| Burleigh Folsom Spalding  | 1903–1905 | Republikaner       | 3. Dezember 1853–17. März 1934      |
| Asle Jorgenson Gronna     | 1905–1911 | Republikaner       | 10. Dezember 1858–4. Mai 1922       |
| Henry Thomas Helgesen     | 1911–1913 | Republikaner       | 26. Juni 1857–10. April 1917        |
| George Morley Young       | 1913–1924 | Republikaner       | 11. Dezember 1870–27. Mai 1932      |
| Thomas Hall               | 1924–1933 | Republikaner       | 6. Juni 1869–4. Dezember 1958       |
| James Herbert Sinclair    | 1933–1935 | Republikaner       | 9. Oktober 1871–5. September 1943   |
| Usher Lloyd Burdick       | 1935–1945 | Nonpartisan League | 21. Februar 1879–19. August 1960    |
| Charles Raymond Robertson | 1945–1949 | Republikaner       | 5. September 1889–18. Februar 1951  |
| Usher Lloyd Burdick       | 1949–1959 | Nonpartisan League | 21. Februar 1879–19. August 1960    |
| Quentin Northrup Burdick  | 1959–1961 | Demokrat           | 19. Juni 1908–8. September 1992     |
| Hjalmar Carl Nygaard      | 1961–1963 | Republikaner       | 24. März 1906–18. Juli 1963         |
| Don Levingston Short      | 1963–1965 | Republikaner       | 22. Juni 1903–10. Mai 1982          |
| Rolland W. Redlin         | 1965–1967 | Demokrat           | 29. Februar 1920–23. September 2011 |
| Thomas Savig Kleppe       | 1967–1971 | Republikaner       | 1. Juli 1919–2. März 2007           |
| Arthur Albert Link        | 1971–1973 | Demokrat           | 24. Mai 1914–1. Juni 2010           |

### 3. Distrikt
Der 3. Distrikt wurde nach dem Zensus von 1910 gegründet und bestand nur in der Zeit zwischen 1913 und 1933. Er entsandte zwei Kongressabgeordnete.
| Name                   | Amtszeit  | Partei       | Lebensdaten                       |
| ---------------------- | --------- | ------------ | --------------------------------- |
| Patrick Daniel Norton  | 1913–1919 | Republikaner | 17. Mai 1876–14. Oktober 1953     |
| James Herbert Sinclair | 1919–1933 | Republikaner | 9. Oktober 1871–5. September 1943 |